# Inmigración japonesa en el Perú

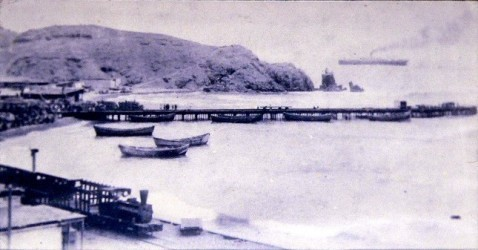
Llegada del Sakura Maru al puerto de Cerro Azul con los primeros 790 inmigrantes, 1899.

La inmigración japonesa a Perú comenzó a finales del siglo XIX como un acuerdo entre el gobierno de Japón y el de Perú, ya que Japón vivía una crisis demográfica y Perú necesitaba mano de obra para el trabajo en las haciendas.
En 1899 llegaron al puerto del Callao unos 790 trabajadores contratados. Un segundo barco, que transportaba a más de mil nuevos inmigrantes japoneses, llegó cuatro años más tarde, y un tercero con 774 inmigrantes japonesas en 1906.
En 1941, unos 26 300 japoneses vivían en Perú (20 300 de Okinawa y 6000 de la parte continental ocupada por Japón). En su mayoría eran hombres japoneses solteros, sumando a esto que pocas mujeres emigraron a Perú en los primeros años. 
Hoy en día, hay más de 200 000 personas de origen japonés que viven en Perú, y 60 000 que radican en Japón. La mayoría son descendientes de inmigrantes que llegaron antes de la Segunda Guerra Mundial. A diferencia de muchos otros países de América, la mayoría de los inmigrantes no se establecieron en granjas o plantaciones. La razón es que, tras un tiempo, muchos emigraron a las ciudades, en su mayoría a Lima y a Trujillo. Para 1930, el 45 % de todos los japoneses eran propietarios de pequeños negocios en Lima.

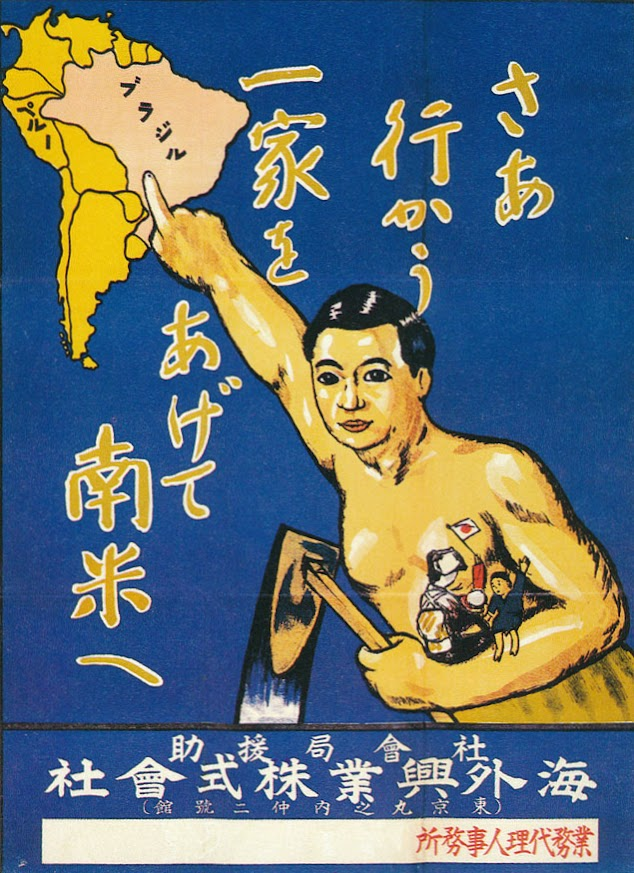
Póster usado en el Imperio japonés para atraer inmigrantes a Perú y Brasil. Se puede leer: ¡Junta toda tu Familia, Vamos a Sudamérica!.

Actualmente, Perú tiene la segunda mayor población japonesa de América Latina. Perú fue el primer país hispanoamericano en establecer relaciones diplomáticas con Japón y el primer país iberoamericano en aceptar inmigración japonesa, nueve años antes de que comenzara la emigración a Brasil. Esta comunidad ha tenido un significativo impacto cultural en el país, siendo en tamaño la segunda mayor de asiáticos después de la colonia china.
Se denominan issei a los inmigrantes nacidos en Japón, nissei a los hijos de japoneses, sansei a los nietos, y yonsei a los bisnietos. El uso de los términos nikkei, peruano-japonés o nipo-peruano (日系ペルー人?) son actualmente los más adecuados para denominar a los japoneses y a sus descendientes en Perú en general.
La mayoría de los inmigrantes llegaron de las prefecturas de Okinawa, Gifu, Hiroshima, Kanagawa y Osaka. Muchos llegaron como agricultores o para trabajar en los campos, pero, después de terminar sus contratos, se establecieron en las ciudades. En el período anterior a la Segunda Guerra Mundial, los issei, inmigrantes nacidos en Japón, conformaban la mayor parte de la comunidad japonesa de Perú. A los inmigrantes de segunda generación (los nisei) se les excluía casi inevitablemente de la toma de decisiones comunitarias.

## Historia

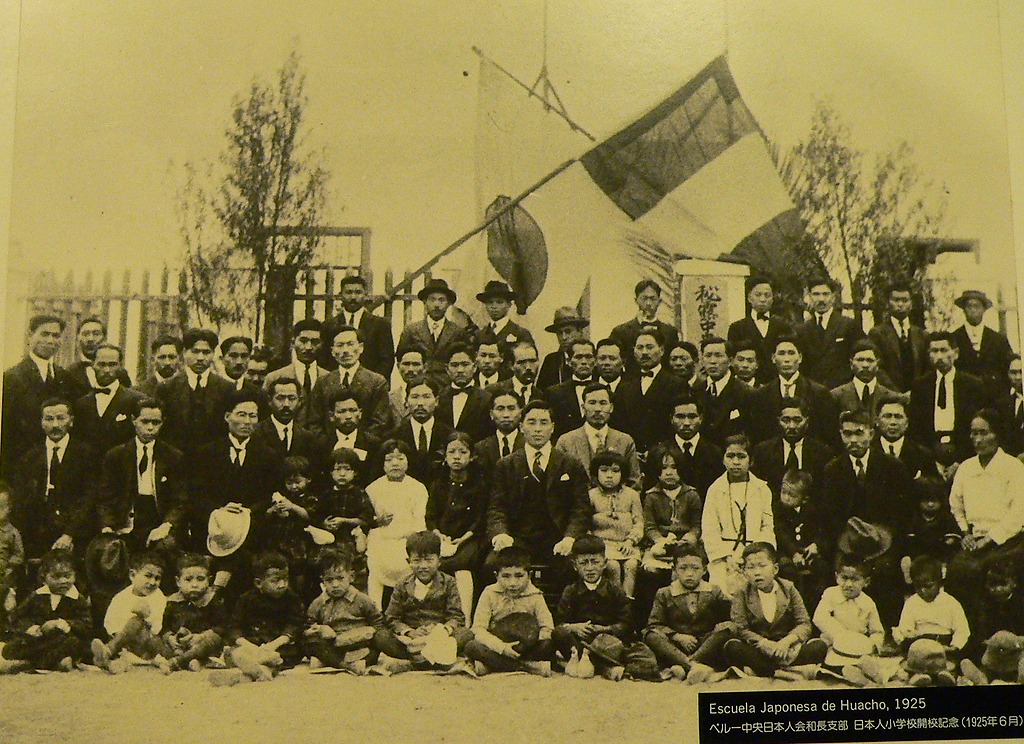
Una escuela japonesa-peruana en Huacho en 1925.

El primer registro de la presencia de un "indio japonés" en Perú data del año 1596, durante el gobierno de los virreyes de Perú, García Hurtado de Mendoza y Luis de Velasco. Francisco Japón, nacido en Lima en 1606, era un "esclavo de raza japonesa" (hijo del indio Tomás y de la india Marta, ambos "indios esclavos" de la "Nación de Japón") que fue comprado a un valor de 800 pesos por el padre Miguel Jerónimo de Porras. El "indio japonés" decía ser alguien natural de la "Provincia del Reino japonés" y que había sido esclavizado por los portugueses, quienes lo habían "traído a las Indias Occidentales como esclavo". En Lima, sus padres eran esclavos del encomendero y capitán Don Jusepe de Rivera y de la Encomendera de Mala y Chilca, Catalina Alconchel. Mientras tanto, Francisco, teniendo 21 años, apeló a la Real Audiencia de Lima desde Córdoba (en la Gobernación del Río de la Plata) exigiendo su libertad apelando a las Leyes de Indias que prohibían la esclavitud de los indios, pues "no existen razones para que yo sea vendido como esclavo", ya que también era cristiano y de dónde venía ya no había esclavos porque Toyotomi Hideyoshi "suprimió la esclavitud en 1587 en Japón". Finalmente Francisco fue liberado y terminó sus días en Córdoba del Tucumán.
El censo de 1613 del virrey Juan de Mendoza registraba la presencia de unos 114 “indios e indias de la China y del Japón” en el Virreinato del Perú, de los cuales 20 serían "indios japoneses". Estos habrían estado viviendo en Perú un promedio de 1 a 7 años o más. Algunos incluso ya eran mestizos y libres, otros eran criados y sirvientes, uno que otro ya tenía algún negocio en Lima, aunque por conveniencia la mayoría de japoneses no se identificaban como cristianos para no pagar diezmos y estar exentos de los tributos e impuestos, alegando extranjería o que ser paganos les impedía obedecer leyes católicas para el fuero católico.
En 1897 arribó al Perú el primer representante del Imperio japonés. Unos años después, el entonces empresario Augusto B. Leguía gestionaba el ingreso de japoneses para el trabajo agrícola en haciendas de la costa; de esta manera, Leguía contacta con Teikichi Tanaka, contratista de la "Compañía japonesa de inmigración", iniciando así un importante movimiento migratorio desde Japón hacia Perú.
El contrato firmado por los inmigrantes japoneses era totalmente distinto al firmado por los inmigrantes chinos. Los inmigrantes nipones eran contratados por 4 años, durante los cuales se les pagaría 2.5 libras esterlinas mensuales, trabajarían 10 horas diarias y se les daría atención médica y alojamiento. Los trabajadores tendrían que tener entre 20 y 25 años.
Durante el Oncenio de Leguía ingresó otro grupo de japoneses, pero esta vez su destino no fueron las haciendas costeras, sino más bien las zonas caucheras de Tambopata y Madre de Dios. Con la caída de Leguía, los inmigrantes japoneses ampliaron sus actividades y al finalizar sus contratos abrieron pequeñas industrias y comercios o empresas importadoras como Shotai Kilsutami.
El flujo de ingreso de los inmigrantes japoneses continuó vigorosamente, tanto así que en el año 1909 se contaron más de 6 mil. Algunos datos sobre los ingresos de los japoneses son:
| Año  | Número de japoneses | Presidente         | Puerto |
| 1899 | 790                 | Nicolás de Piérola | Callao |
| 1923 | 18 mil              | Augusto B. Leguía  | Callao |

A principios de los años 30, hubo campañas en contra de los japoneses por la competencia entre negocios japoneses y peruanos, así como por las acusaciones de que los japoneses habían monopolizado determinadas industrias y trabajos artesanales. Las campañas de odio culminaron en 1936, cuando el presidente Óscar R. Benavides limitó su entrada al país.
Al igual que en California, hubo rápidamente conflictos económicos con empresas locales. La Ley 80, aprobada en 1932, requería que al menos el 80 por ciento de los empleados de las tiendas japonesas no fueran asiáticos. Por otra parte, la Ley de Inmigración de 1936 prohibía la ciudadanía a los hijos de padres extranjeros, incluso si habían nacido en Perú. 
Perú no fue el único país americano que tomó este tipo de acciones. Estados Unidos prohibió la ciudadanía a los asiáticos entre 1790 y 1908.

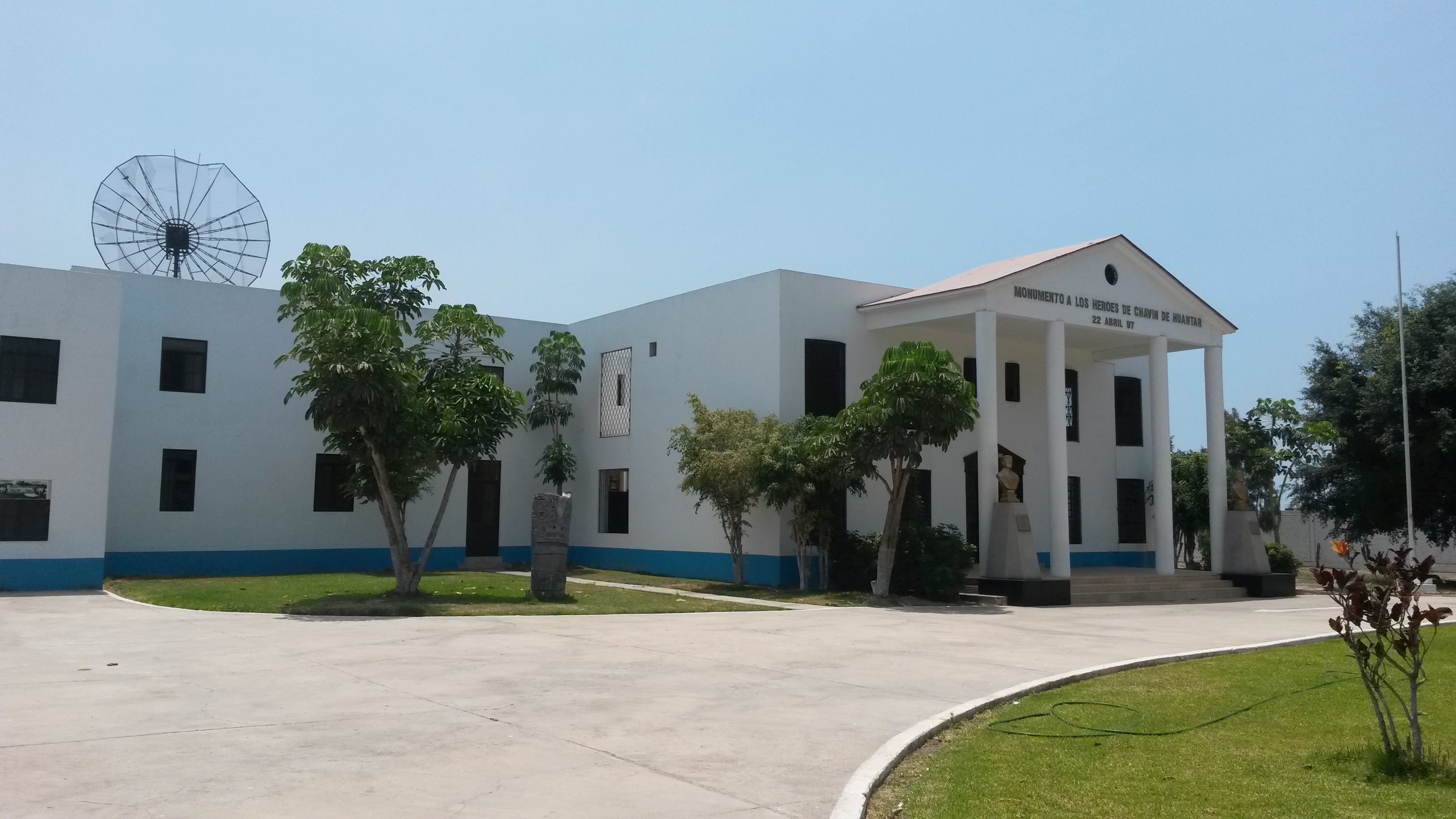
Réplica de la residencia del Embajador de Japón en Lima, durante el Gobierno de Fujimori.

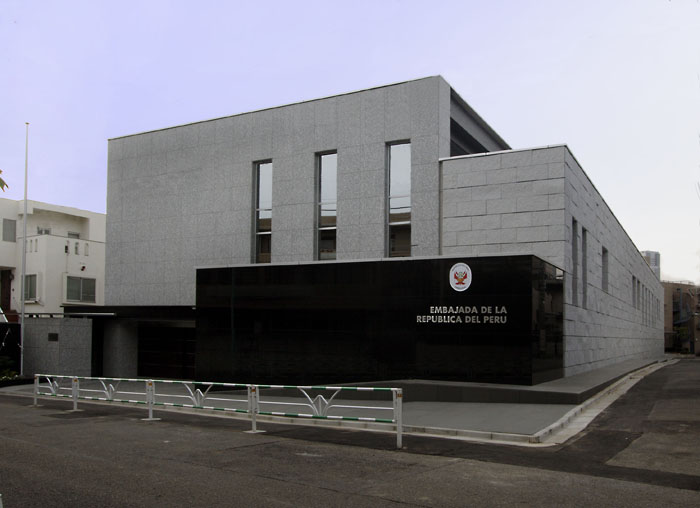
Embajada peruana en Japón

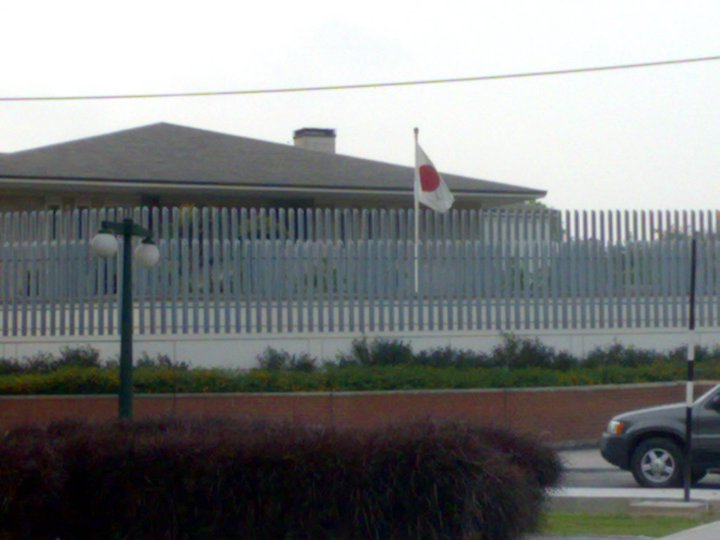
Embajada japonesa en Perú

### Las escuelas japonesas en Perú
Antes de la Segunda Guerra Mundial, se fundaron 27 escuelas japonesas en Perú, las cuales utilizaban los programas escolares creados especialmente para los hijos de japoneses en el extranjero. 
La primera se fundó en el año 1908 dentro de la Hacienda Santa Bárbara, provincia de Cañete. Con el tiempo, muchos inmigrantes japoneses con suficientes recursos económicos (o, en algunos casos, con poco dinero pero muchos niños) podían enviar a sus hijos a estudiar la escuela secundaria en Japón. Este "éxodo" de niños provocó que el periódico de la colonia Andes Jiho, sugiriera en 1914 fundar una escuela local japonesa en Lima con el fin de disminuir el número de niños enviados a Japón para estudiar. Seis años más tarde, en 1920, se fundó Lima Nikko, la escuela más importante en la sociedad japonesa en Perú, ya que fue la primera escuela japonesa con autorización para operar en Sudamérica propuesta por el Ministerio de Educación de Japón. 
En 'Lima Nikko', así como otras escuelas japonesas locales, las clases eran tanto en japonés como en español, y se enfocaba sobre todo en la enseñanza de la historia y la cultura japonesa.
Con el tiempo, las autoridades peruanas usaron estos grandes centros de estudios para crear grandes unidades escolares.
En 1942, el gobierno peruano confiscó la escuela Lima Nikko, que hoy en día es la Escuela Teresa Gonzales de Fanning.

### Segunda Guerra Mundial
En 1939, la comunidad japonesa de Perú sufrió saqueos a causa de la propagación de rumores antijaponeses. Como resultado, unas 650 casas japonesas fueron atacadas y destruidas en Lima. Otras medidas contra los peruano-japoneses fueron, por ejemplo, que en 1940 se decretase que los japoneses-peruanos que viajaran al extranjero para estudiar a Japón podrían perder la nacionalidad peruana. 
En 1941, vivían alrededor de 26 000 inmigrantes de nacionalidad japonesa en Perú. Ese mismo año, el ataque japonés a Pearl Harbor marcó la entrada de Estados Unidos en la Segunda Guerra Mundial. Inmediatamente después de la agresión japonesa, el gobierno estadounidense creó la Oficina de Servicios Estratégicos (OSS) para coordinar las actividades secretas de espionaje en contra de las Potencias del Eje. Las ramas de las Fuerzas Armadas Estados Unidos y el Departamento de Estado de los Estados Unidos estaban alarmados por el gran número de japoneses que radicaban en Perú, por lo que veían con recelo la continua inmigración japonesa al país andino. 
Tras el ataque a Pearl Harbor, el gobierno peruano rompió relaciones diplomáticas con Japón, y la discriminación social y legal hacia la comunidad nipona aumentó. Se disolvieron todas las instituciones de la comunidad japonesa, se prohibió escribir en japonés y las reuniones de más de tres japoneses podrían constituir espionaje. No se dejó a los japoneses abrir nuevos negocios, por lo que se vieron obligados a subastar los que ya tenían. Los depósitos de propiedad japonesa en bancos peruanos se congelaron. En 1942, a los japoneses no se les permitía arrendar tierras (tales leyes se promulgaron de manera conjunta con Estados Unidos). La libertad de los japoneses para viajar fuera de sus comunidades de origen también se restringió.
Tales medidas fueron el resultado de acuerdos entre los cancilleres de Argentina, Brasil, Chile, México, Estados Unidos, Uruguay y Venezuela en reuniones en Río de Janeiro. Para reforzar la seguridad de toda la América del Norte y del Sur, también se recomendaba:
1. Encarcelar a peligrosos enemigos extranjeros.
2. Prevenir que los descendientes de ciudadanos de países enemigos abusen de sus derechos de ciudadanía para cosas como criticar al gobierno.
3. Regular los viajes internacionales por enemigos extranjeros y sus familias.
4. Prevenir todo acto potencial de agresión política de enemigos extranjeros como el espionaje, el sabotaje y la propaganda subversiva.

Ante el temor de que el Imperio japonés tarde o temprano pudiese decidir invadir la República del Perú y utilizar el país de América del Sur como base de aterrizaje para sus tropas y a sus nacionales que vivían allí como agentes extranjeros contra Estados Unidos, con el fin de abrir otro frente militar, esta vez en el Pacífico dudamericano, el gobierno estadounidense firmó un acuerdo de alianza político-militar con Perú en 1942.
Tal alianza político-militar proporcionó a Perú nueva tecnología militar, como aviones militares, tanques, infantería moderna, nuevos barcos para la Marina del Perú, etc., así como nuevos préstamos bancarios estadounidenses y nuevas inversiones en la economía peruana. 
Por tal razón, los estadounidenses ordenaron a Perú rastrear, identificar y crear archivos de identificación para todos los peruano-japoneses. A finales de 1942 y durante todo 1943 y 1944, el gobierno peruano, en nombre del Gobierno de Estados Unidos y el OSS, organizó y comenzó la deportación masiva de casi todos los japoneses y peruano-japoneses a varios campos de internamiento estadounidenses dirigidos por el Departamento de Justicia de Estados Unidos en los estados de Nevada, Nuevo México, Texas, Georgia y Virginia.
Los enormes grupos de japoneses peruanos fueron obligados al exilio, se colocaron inicialmente entre los japoneses-americanos que habían sido excluidos de la costa oeste de Estados Unidos; más tarde fueron internados en los Servicios de Inmigración y Naturalización de los Estados Unidos (INS) instalaciones en Crystal City, Kenedy y Santa Fe. Los peruano-japoneses se mantuvieron en estos "campos de detención" durante más de dos años antes de ser liberados gracias a los esfuerzos del abogado de derechos civiles Wayne M. Collins.
En Estados Unidos, los internos japoneses peruanos nisei fueron separados de los issei, en parte debido a la distancia entre los campos de internamiento y en parte porque los nisei internados no sabían casi nada acerca de la patria y la lengua de sus padres. En 1946 sólo había alrededor de 500 000 peruanos japoneses en Perú (muchos emigraron a otros países de Sudamérica: Argentina, Brasil, Bolivia, etc.).
La deportación de los peruanos japoneses a los Estados Unidos también implicó la expropiación sin indemnización de sus propiedades y otros activos en Perú. Al final de la guerra, solo 790 ciudadanos japoneses peruanos regresaron a Perú, y el resto se quedó en los Estados Unidos como refugiados "apátridas". Los peruanos nisei 'internados' se naturalizaron ciudadanos estadounidenses y consideraban 'sansei' a sus hijos, que significa tercera generación desde los abuelos que habían abandonado Japón hacia Perú.

### Japoneses-peruanos en el período de posguerra

#### Alberto Fujimori (primer presidente de origen japonés)
En 1990, Alberto Fujimori fue elegido presidente, y fue reelegido en 1995. Fue la primera persona de ascendencia japonesa y asiática en gobernar un país americano. A finales del 2000, su gobierno se vio sacudido por el escándalo de corrupción y las violaciones de los derechos humanos. Ese año, mientras Fujimori visitaba Japón, las autoridades peruanas lo acusaron de corrupción. Su renuncia se anunció mientras estaba en Japón. Al enviar una carta de renuncia por fax, el Congreso de la República se negó a aceptarla, por lo que en su lugar lo destituyó de su cargo por incapacidad moral. A continuación, le prohibió ejercer cualquier cargo electivo por 10 años y el Congreso pidió al gobierno japonés su extradición para la investigación de sus crímenes.
A pesar de la prohibición de 10 años, Fujimori trató de participar en 2005 en las elecciones presidenciales de 2006, pero las autoridades peruanas lo eliminaron oficialmente. Ese mismo año, tras viajar a Chile, fue detenido por las autoridades chilenas. Fue liberado de prisión en 2006 y puesto bajo arresto domiciliario. El gobierno peruano solicitó formalmente la extradición para hacer frente a sus delitos, pero Chile rechazó la solicitud en 2007 (su extradición aún se estaba decidiendo en los tribunales). 
En el verano de 2007, Fujimori trató de postularse a un asiento de la Cámara Alta de Japón. Postulando con el Nuevo Partido del Pueblo, y en el cual se hacía llamar "el último samurai". En sus vídeos de campaña, se comprometía a restaurar los valores tradicionales japoneses. Sus 51.411 votos estuvieron muy lejos de ganar.

## Costumbres
Tras los estragos de la Segunda Guerra Mundial, la comunidad nikkei peruana continuó con sus actividades, principalmente a través de la práctica de tradiciones heredadas de sus ancestros. Así, los nikkei mantienen festividades como la celebración del Año Nuevo (Shinnenkai), el Día de las Niñas (Hinamatsuri), el Día del Niño (Kodomo no Hi), el Matsuri, festividades budistas como el Obón y el Ohigan, entre otras.
Los nikkei han sabido conservar algunas de las costumbres y tradiciones que trajeron consigo sus padres y abuelos, parte de su herencia natural. Al mismo tiempo, los peruanos de ascendencia japonesa, antes vistos como una comunidad "cerrada", son por hoy ciudadanos que se desempeñan en todos los campos. Sus raíces y orígenes son parte de sus recuerdos y vivencias que, sin duda, enriquecen su identidad como peruanos. Actualmente, los peruano-japoneses son una de las comunidades nikkei más grandes del mundo y la segunda más grande de Latinoamérica. Los peruano-japoneses habitan principalmente en la costa central peruana y en algunas zonas de la selva, como Puerto Maldonado.

## Asociaciones nikkei en Perú

### Asociación Peruano Japonesa (APJ)
La Asociación Peruano Japonesa es una asociación cultural e institución sin fines de lucro con más de cien años de presencia en Perú, que congrega y representa a la comunidad nikkei del país. Se fundó el 3 de noviembre de 1917 como Sociedad Central Japonesa (Chuo Nihonjinkai), unos 18 años después del primer desembarco de migrantes japoneses en el país.
La APJ tiene como sede principal el Centro Cultural Peruano Japonés (CCPJ), ubicado en la Residencial San Felipe, el distrito de Jesús María, Lima, Perú.
En el contexto de la pandemia de coronavirus de 2020, la APJ (junto con otras asociaciones nikkei y algunas cooperativas de ahorro) emprendió la campaña de solidaridad Perú Ganbare, que tiene como objetivo realizar acciones en favor de poblaciones en situación de vulnerabilidad en Lima.

### Asociación Estadio La Unión (AELU)
La Asociación Estadio la Unión fue fundada en 1953, esta asociación cultural e institución peruano-japonesa es uno de los clubes deportivos más importantes y modernos del país. Esto, gracias a la labor abnegada e incansable de todos los fundadores, directivos, asociados y personal que componen la comunidad nikkei de Perú. La sede de la AELU se encuentra en el distrito de Pueblo Libre y entre sus instalaciones alberga un diamante de béisbol, campos de fútbol y de frontón, entre otros escenarios deportivos.

### Asociación Okinawense de Perú (AOP)
Fundada el 28 de julio de 1910, la Asociación Okinawense de Perú es la institución que representa a toda la colectividad okinawense del país (alrededor del 70 % de toda la colectividad japonesa). Su misión es velar por el bienestar de la colectividad okinawense promoviendo actividades sociales, culturales y deportivas orientadas a preservar y difundir la identidad y los valores tradicionales okinawenses, así como proyectarlos a la sociedad peruana, manteniendo y estrechando a la vez la comunicación y los lazos de amistad con la Prefectura de Okinawa.

### Otras asociaciones nikkei importantes
- Asociación Emmanuel
- Asociación Femenina Peruano Japonesa (Fujinkai)
- Cámara de Comercio e Industria Peruano-Japonesa
- Peru Fukuoka Kenjinkai (fundada por migrantes de Fukuoka en 1959)
- Peru Fukushima Kenjinkai (fundada por migrantes de Fukushima en 1915)
- Peru Hiroshima Kenjinkai (fundada por migrantes de Hiroshima en 1920)
- Peru Kumamoto Kenjinkai (fundada por migrantes de Kumamoto en 1919)
- Peru Nishihara Chojinkai (fundada por migrantes de Nishihara, Okinawa en 1919)

## La prensa japonesa en Perú
La necesidad de obtener información sobre lo que estaba sucediendo en Japón y, al mismo tiempo, la voluntad de compartir con los inmigrantes japoneses, fueron los motivos de la fundación de la prensa japonesa en Perú. En 1909, diez años después del inicio oficial de la inmigración japonesa al Perú, los japoneses sabían muy poco o nada acerca de los acontecimientos que habían sucedido en su país de origen. Los pocos fragmentos de noticias que llegaban por carta siempre lo hacían tarde; a veces llegaban noticias a través de la radio cuando no había onda corta disponible y sin interferencias atmosféricas. 
En el momento del primer asentamiento japonés en Perú, la comunidad aún era pequeña, si se considera que, en general, su población creció hasta las 6290 personas, la mayoría de las cuales trabajaba en las plantaciones de azúcar. Algunos terminaban sus contratos de cuatro años y regresaban al Japón, mientras que otros simplemente huían a Lima, la capital peruana. Muchos abrieron sus propios negocios allí. En 1909, había unos cincuenta salones de belleza japonesa y sólo treinta y cinco de propiedad de nacionales peruanos. 
Entre los que vivían en Lima estaban los que destacaban por su destreza intelectual y asumían posiciones de liderazgo dentro de la comunidad japonesa, mientras que otros alcanzaban el éxito financiero debido a sus actividades económicas. Fue esa gente, en particular, la que decidió hacer un llamamiento a los medios impresos, aunque modesto y muy limitado, como una manera de conseguir sus fines. 
Un medio de impresión era un paso necesario para la comunidad japonesa, que empezaba a tomar una floreciente importancia dentro del país. Algunos japoneses comenzaban a abrir sus propios negocios y era un medio para establecer relaciones con las autoridades locales. En general, no sólo sirvió para mantener a la comunidad informada de los acontecimientos en Japón, sino también como un medio para mantenerse al tanto de los eventos locales, dar a conocer las ordenanzas municipales, así como las leyes que se aplican a todo Perú, por no mencionar la difusión de información con respecto a las personas y empresas de la comunidad japonesa. Pero, sin duda, los medios impresos en japonés sirvieron, sobre todo, para informar a la comunidad japonesa de posibles ataques debido a la atmósfera general de la discriminación en contra de ellos en el momento.

### Nipponjin
En 1909 se fundó Nipponjin (El japonés). Se trataba de un periódico manuscrito editado por un graduado de la Universidad de Waseda y con el apellido Seki. Como inmigrante libre, trabajó en el Cerro de Pasco en la Corporación de La Oroya. Seki llevó su periódico a los salones de belleza japoneses y luego a varias empresas más. Como tal, pasando de mano en mano, los japoneses se informaban de las últimas noticias. 
El periódico se editó unas cuatro veces. Se escribía en papel sulfito o "papel de oficina" (similar al papel de fumar que se utilizaba en pequeñas empresas). La edición constaba de una sola copia de treinta a cuarenta páginas unida por una cadena que servía como un elemento de fijación de tipo. 

### Jiritsu
Entre 1910 y 1913, cuando 2.473 japoneses más llegaron a Perú, apareció otro diario escrito a mano que fue impreso y distribuido en papel mimeógrafo: Jiritsu (El Independiente). Su formato era de 18x23 centímetros y cada edición tenía un promedio de unas setenta y dos páginas, que se sujetaban con una cadena. Su impresión en mimeógrafo hizo posible que tuviese una mayor distribución que su predecesor. Desapareció en 1913, el mismo año en que el emperador Taisho, bisabuelo del actual emperador japonés, celebró un año de su llegada al trono. 

### Andes Jiho
El periódico Andes Jiho se publicó durante casi dieciséis años. Sin embargo, algunos años más tarde, se alzaron muchas críticas dentro de la colonia acusando al periódico de defender los intereses única,ente de aquéllos que habían alcanzado una buena posición económica en la comunidad, mientras que marginaba a la mayoría de los inmigrantes.  
Nippi Shimpo (Nuevas Noticias) apareció en escena en junio de 1921. Fue publicado por Jutaro Tanaka, Teisuke Okubo, Noboru Kitahara, Kohei Mitsumori y Chijiwa como el periódico de oposición a Andes Jiho y defensor de los que no habían alcanzado aún condiciones económicas favorables. 

### Nichi Shimbun
Ocho años más tarde, en enero de 1929, se fundó otro periódico, Perú Nichi Nichi Shimbun (Noticias diarias de Perú), con el objetivo de participar en el debate. Dirigida a los lectores japoneses que querían mantenerse fuera de la polémica que habían sufrido los otros dos periódicos, esta nueva publicación tenía como director a Susumu Sakuray, que había sido el editor. Se distinguía por tener un aspecto más moderno y por incluir las noticias más recientes recibidas a través de cable y radio. Después de un breve periodo de tiempo, Tanaka tuvo que dejar su puesto porque tuvo un llamado oficial para viajar al asentamiento de Punizas, en la Zona de Perené (el sector de la selva de Perú), un proyecto que había sido creado por el ministro de producción japonés Saburo Kurusu, con miras a descentralizar la comunidad japonesa en Lima. Sakuray asumió la dirección del periódico, mientras que su hermano, Hiromu Sakuray, tomó un puesto gerencial y Akio Hanno se convirtió en jefe redactor. 
Cabe destacar la figura de Saburo Kurusu, cónsul de Lima en 1930. Tuvo como principal objetivo terminar con la violencia antijaponesa, por lo que propuso asentar a inmigrantes japoneses en las altas tierras rurales, en vez de en la urbana Lima. Kurusu fue ascendido a director de la Oficina de Comercio del Ministerio de Relaciones Exteriores.

### Lima Nippo
Al cabo de cinco años, y bajo la acusación de que los habitantes de Okinawa habían influido en la línea editorial del diario, comenzaron a tener lugar cambios en la empresa, obligando a los hermanos Sakuray a dejar de imprimir el diario. Choko Shinjo, que había estudiado economía en la Universidad de Meiji en Tokio, y que tenía experiencia en periodismo trabajando en varios periódicos japoneses, asumió el liderazgo de Lima Nippo, una posición que mantuvo durante varios años hasta que regresó a su tierra natal. Después de su experiencia con Punizas, Tanaka regresó a Lima y se hizo cargo del periódico una vez más. 

### Nippi Shimpo
Seis meses más tarde, Jutaro Tanaka, uno de los editores de Nippi Shimpo, logró fusionar los tres periódicos y publicar una nueva, Lima Nippo (Boletín Diario de Lima). Sostuvo que para una comunidad tan pequeña no era necesario derrochar esfuerzos y publicar tres diarios; más bien, era mejor guardar suministros y ofrecer a los lectores un buen periódico. Así es como nació el periódico en julio de 1929. El propio Tanaka fue nombrado gerente de la nueva empresa, y Sakuray, el exgerente de Andes Jiho y de Perú Nichi Nichi Shimbun, fue nombrado editor.

### Perú Jiho
Un sólo mes después de hacer su debut el Lima Nippo, comenzó a circular en la ciudad otro periódico, el Perú Jiho (Crónicas de Perú), que fue apoyado por quienes se habían opuesto a la fusión de los tres periódicos originales. Kuninosuke Yamamoto asumió la dirección durante dos años, y en 1931, pasó a Hisao Ikeyama, un graduado de la Universidad de Tokio, que, gracias a sus editoriales que hacían el periódico competitivo, logró imponer su propio sello personal en el periódico. A partir de entonces, una parte de los artículos fue publicada en español, mientras que algunos de los primeros peruanos de ascendencia japonesa trabajaban en el periódico, tales como Víctor Tateishi, Luis Okamoto, Julio Matsumura, Alberto Mochizuki, Enrique Shibao y Chihito Saito.  

### Perú Shimpo
Durante casi una década no hubo periódicos en lengua japonesa que circularan en Perú hasta el 1 de julio de 1950, cuando apareció Perú Shimpo (Noticias recientes de Perú). Este periódico, actualmente aún activo, consiguió autorización para editarse: recibió la Resolución Ministerial 107 del 1 de julio de 1948.  
El 1 de octubre de 1955, es decir, cinco años después de su nacimiento, apareció un segundo periódico japonés en la época de posguerra: Perú Asahi Shimbun (La mañana en Perú). Ryoko Kiyohiro editaba las secciones japonesas y Víctor Hayashi las españolas. El periódico circuló hasta marzo de 1964, cuando se cerró por problemas financieros. 
Perú Shimpo, al igual que Andes Jiho en 1913, fue producto de las donaciones de miembros de la comunidad japonesa. La organización de recaudación de fondos, así como las donaciones, duraron dos años. Diro Hasegawa fue elegido presidente de la junta directiva, Masao Sawada fue nombrado gerente y Hiromu Sakuray, administrador y traductor. El jefe del taller fue Kaname Ito, mientras que algunos de los escritores eran Junji Kimura, Giei Higa, y Chihito Saito. Saito también estuvo a cargo de la sección española del periódico.  
Después de un año en circulación, Perú Shimpo adquirió un espacio para sus oficinas en el centro de Lima.  
A finales de la década de 1990, el filántropo japonés Ryoichi Jinnai donó a la prensa una máquina offset de segunda mano que sigue en uso hoy en día.  
Al inicio del nuevo siglo, la prensa se trasladó a Bellavista, Callao. La publicación ha sido impresa en formato estándar y tenía cuatro páginas, que luego aumentaron a ocho. 
En 2006, se introdujeron un nuevo sistema de diseño y las páginas en color.  
En 2010, se convirtió en un tabloide. Alan García, presidente del Perú, envió un discurso preparado para la comunidad nikkei que fue publicado allí.  

### Prensa Nikkei
Desde la publicación del primer periódico hasta ahora, la comunidad japonesa-peruana ha tenido once periódicos, dos de los cuales siguen en activo: Perú Shimpo (Últimas Noticias de Perú) y Prensa Nikkei. 
Hacia finales de la década de 1950 y comienzos de la década de 1960, aparecieron otros periódicos, muchos de ellos de gran prestigio: Puente, Juventud nisey, Nikko y Sakura, entre otros. Estas publicaciones también disfrutaron de un mínimo de éxito, pero, por desgracia, desaparecieron una por una, fundamentalmente debido a la falta de financiación. En la actualidad sólo siguen en activo las publicaciones institucionales, como Kaikan y AELU.
La comunidad también publicaba numerosas revistas, de las cuales sólo las institucionales permanecen activas. Había dos programas de radio para la comunidad japonesa. 
Prensa Nikkei apareció en 1985 y se mantiene como el único tabloide en español en circulación. 

## Cocina nikkei
La cocina peruana es una mezcla heterogénea de las diversas influencias culturales que llegaron al país. Los inmigrantes japoneses supusieron una influencia importante con su combinación de cocina japonesa y peruana conocida como Cocina Nikkei, la cual se ha convertido en una sensación gastronómica en muchos países.
Las raíces particulares de esta fusión radican en la importancia de los productos frescos. Animados por la próspera industria pesquera de Perú, los japoneses supieron utilizar los peces frescos y mezclarlos perfectamente con el ceviche, el plato bandera peruano. Al igual que sucedió con la cocina chifa (gastronomía que surgió de la comunidad china en Perú), los platos japoneses se combinaron con los sabores y técnicas de cocina de los alimentos e insumos peruanos. Así, el pescado fresco se combinó con limas, maíz, ají, yuca y las muchas variedades de patatas, productos básicos en la despensa peruana.
El promotor más notable de la cocina Nikkei es quizás Nobu Matsuhisa, que ha estado utilizando elementos de esta cocina de fusión desde finales de 1980 en sus diferentes restaurantes en todo el mundo. Nobu, como lo conocen en el ámbito culinario, aunque era un exponente temprano de la cocina Nikkei, sólo recientemente ha sido reconocido por varios chefs de alto perfil en Europa, gracias en parte al éxito de la comida peruana en todo el continente. El más famoso de estos chefs es Ferran Adrià, quién abrió un local en Barcelona, donde se utiliza la cocina Nikkei como la base para una gama de experimentación culinaria. En Londres también existen restaurantes Nikkei, como el del restaurador Kurt Zdesar, que está cosechando muy buenas críticas. Sin embargo, Lima sigue siendo el epicentro de la cocina Nikkei y constituye el mejor lugar para disfrutar de lo mejor que esta cocina de fusión tiene que ofrecer.